# NGC 882
NGC 882 هي مجرة محدبة تقع في كوكبة برج الحمل حوالي 177 مليون سنة ضوئية من درب التبانة . اكتشفها الفلكي البريطاني جون هيرشل عام 1831.
وتحتوي NGC 882 على خط هيدروجين عريض.